# Kayanza United FC
Der Kayanza United Football Club ist ein burundischer Fußballklub mit Sitz in der Stadt Kayanza. Aktuell spielt der Verein in der ersten Liga, der Ligue A.

## Geschichte
Der Klub wurde am 31. März 2014 gegründet. In der Saison 2016/17 zog man erstmals ins Achtelfinale des nationalen Pokals ein und in der Folgesaison gelang auch ein Erster Platz in der Ligue B, womit man erstmals in die erstklassige Ligue A aufsteigen durfte. Dort gelingt dann auch gleich mit 34 Punkten über den 12. Platz der Klassenerhalt. Die beste Platzierung war in der Spielzeit 2020/21, als man sich mit 55 Punkten nur aufgrund des schlechteren Torverhältnisses am Ende Le Massager geschlagen geben musste, welches ebenfalls 55 Punkte hatten und so Meister wurden.

## Erfolge
- Ligue B: 2017/18  ▲

## Stadion
Der Verein trägt seine Heimspiele im Stade de Gatwaro in Kayanza aus.

## Saisonplatzierung
| Saison  | Liga    | Level | Platzierung |
| ------- | ------- | ----- | ----------- |
| 2017/18 | Ligue B | 2     | 1. ▲        |
| 2018/19 | Ligue A | 1     | 12.         |
| 2019/20 | Ligue A | 1     | 12.         |
| 2020/21 | Ligue A | 1     | 2.          |
| 2021/22 | Ligue A | 1     | 13.         |
| 2022/23 | Ligue A | 1     |             |